# Pseudohynobius kuankuoshuiensis
Pseudohynobius kuankuoshuiensis е вид земноводно от семейство Hynobiidae.

## Разпространение
Видът е разпространен в Китай (Гуейджоу).